# Хупфауэр, Тео
Тео (Теодор) Хупфауэр (нем. Theo Hupfauer; 17 июня 1906, Дельмензинген — 31 августа 1993, Мюнхен) — высокопоставленный чиновник нацистской Германии, в конце войны, согласно политическому завещанию Гитлера был назначен министром труда.

## Биография
Хупфауэр учился в гимназии в Ихенхаузен. После окончания гимназии, он хотел быть спортивным журналистом, но выбрал профессию адвоката, потому что дядя обещал принять его в юридическую фирму. Хупфауэр учился в Женеве и Лозанне.
В 1929 году он вступил в НСДАП (членский билет № 339580).
В 1935 году он был координатором центрального аппарата Национал-социалистической заводской организации в Мюнхене. Хупфауэр быстро сделал карьеру в Германском трудовом фронте (DAF). Он был начальником управления социальной ответственности, которое осуществляло принудительный арбитраж между работодателями и работниками во время нацистской эпохи, одновременно Хупфауэр состоял при штабе рейхсфюрера СС в звании штурмбаннфюрера . В 1942 году он стал офицером связи DAF при министерстве вооружений.
29 марта 1936 года участвовал в выборах в Рейхстаг, но не получил мандата.
По собственному выражению Хупфауэра, он был потрясен быстрыми победами Рейха в войне против Польши и Франции, вследствие чего он отказаться от своего высокого положения в DAF и добровольно пошел на военную службу. В звании фельдфебеля он принял участие в нападении на Советский Союз. В 1941 году он в звании штандартенфюрера СС был назначен комендантом замка Орденсбург Зонтхофен, где находилась школа имени Адольфа Гитлера.
Одновременно Хупфауэр продолжал работать в министерстве вооружений под руководством Альберта Шпеера, где в 1944 году он стал руководителем центрального аппарата и, таким образом, вместе с Карлом Зауром являлись важнейшими фигурами министерства после Шпеера.
Его нацистская карьера завершилась назначением министром труда согласно политическому завещанию Гитлера.
Вскоре после капитуляции Германии он был арестован американцами, но поскольку его роль в Третьем рейхе не была ясна, Хупфауэр был интернирован в замок Кранксберг.

Он был допрошен не в качестве обвиняемого, а как свидетель на Нюрнбергском процессе, где 31 июля 1946 года рассказал о роли DAF и положении иностранных рабочих в нацистской Германии. В частности, на вопрос обвинителя о фактах бесчеловечного обращения с иностранными рабочими Хупфауэр отвечал, что при посещении сотен заводов и лагерей для иностранных рабочих он не видел массовых нарушений . 
После освобождения Хупфауэр прошел программу денацификации.